# Ópalotai János
Ópalotai János (? – Nagyvárad, 1986. szeptember 28.) katolikus pap. A nagyváradi Szent László-templom plébánosa  volt, címzetes apát, székesegyházi kanonok, a Kis-Szent Terézről elnevezett váradőssi római katolikus templom plébánosa.

## Élete
Rómában doktorált.  Évfolyamtársai közt volt  Lékai László későbbi bíboros, prímás, esztergomi érsek, Hosszú László nagyváradi ordinárius, messzesmenti címzetes apát. 
Ópalotai János 1968-ig volt a nagyváradi Szent László-templom plébánosa. Az 1960-as években a román kommunista hatalom a Szent László.templomot le akarta romboltatni, de Ópalotai János plébános és hívei élő láncot alkotva éjjel-nappal védték a templomot a román titkosszolgálat fenyegetései ellenére is. Végül a templomot nem merték lerombolni, de sok embert hosszú börtönévekre ítéltek. Ópalotai Jánost is áthelyezték. Később a váradőssi Lisieux-i Kis Szent Teréz-templom plébánosa.
Temetése 1986. október 1-jén volt, Lisieux-i Szent Teréz ünnepén, a gyászmisét a Szent László templomban tartották, majd a nagyváradi Rulikovszki temetőben helyezték végső nyugalomra. A szertartást Dászkál István  ordinárius vezette. A székeskáptalan a papokkal és a hívekkel együtt nagy számban voltak jelen. Magyarországról Szalontai Károly plébános volt csak jelen, és imádkozott lelki üdvéért.